# Bassin versant de l'Èbre

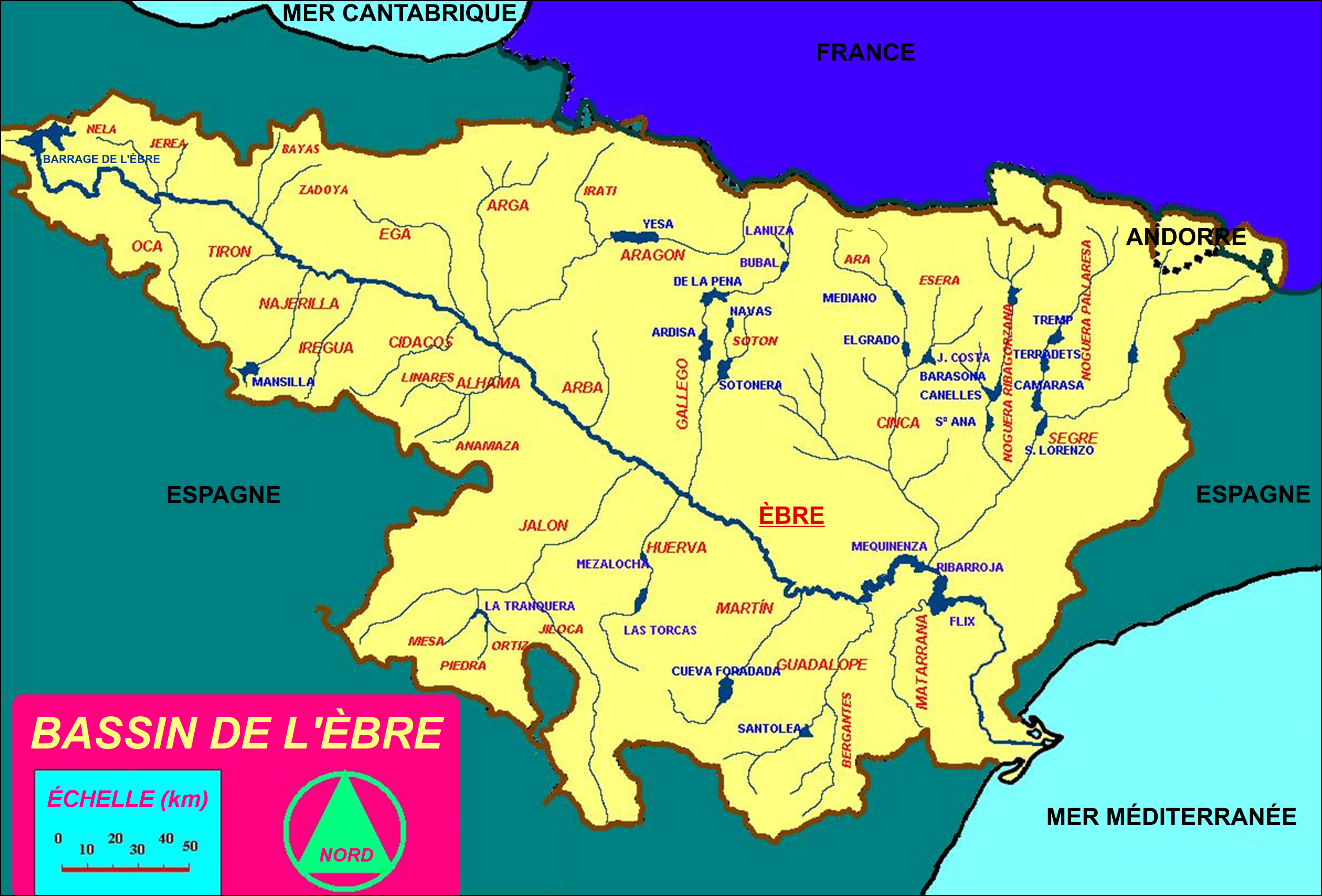
Détail du bassin versant de l'Èbre.

Le bassin versant de l'Èbre est un bassin versant traversant le Nord-Est de l'Espagne en suivant le fleuve Èbre et 347 affluents. Ce bassin versant est le plus important d'Espagne, il représente 17 % du territoire péninsulaire espagnol et traverse neuf communautés autonomes et dix-huit provinces. 
Une petite partie du bassin se trouve aussi présente en Andorre et en France. 